# Porto Torres
Porto Torres (sardisk: Posthudòrra, Portu Tùrre, Poltu Tùrri) er en by og en kommune (comune) i provinsen Sassari i regionen Sardinien i Italien. Byen ligger i 5 meters højde og har 22.306 indbyggere (2016). Kommunen har et areal på 104,41 km² og grænser til kommunerne Sassari.